# Piraci somalijscy

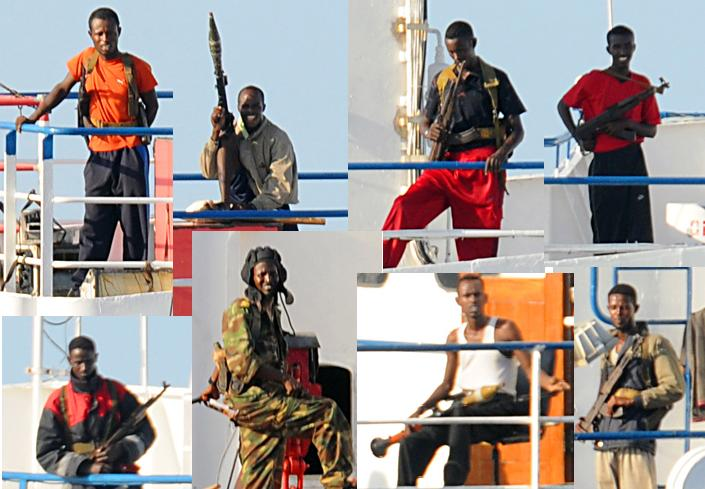
Piraci somalijscy

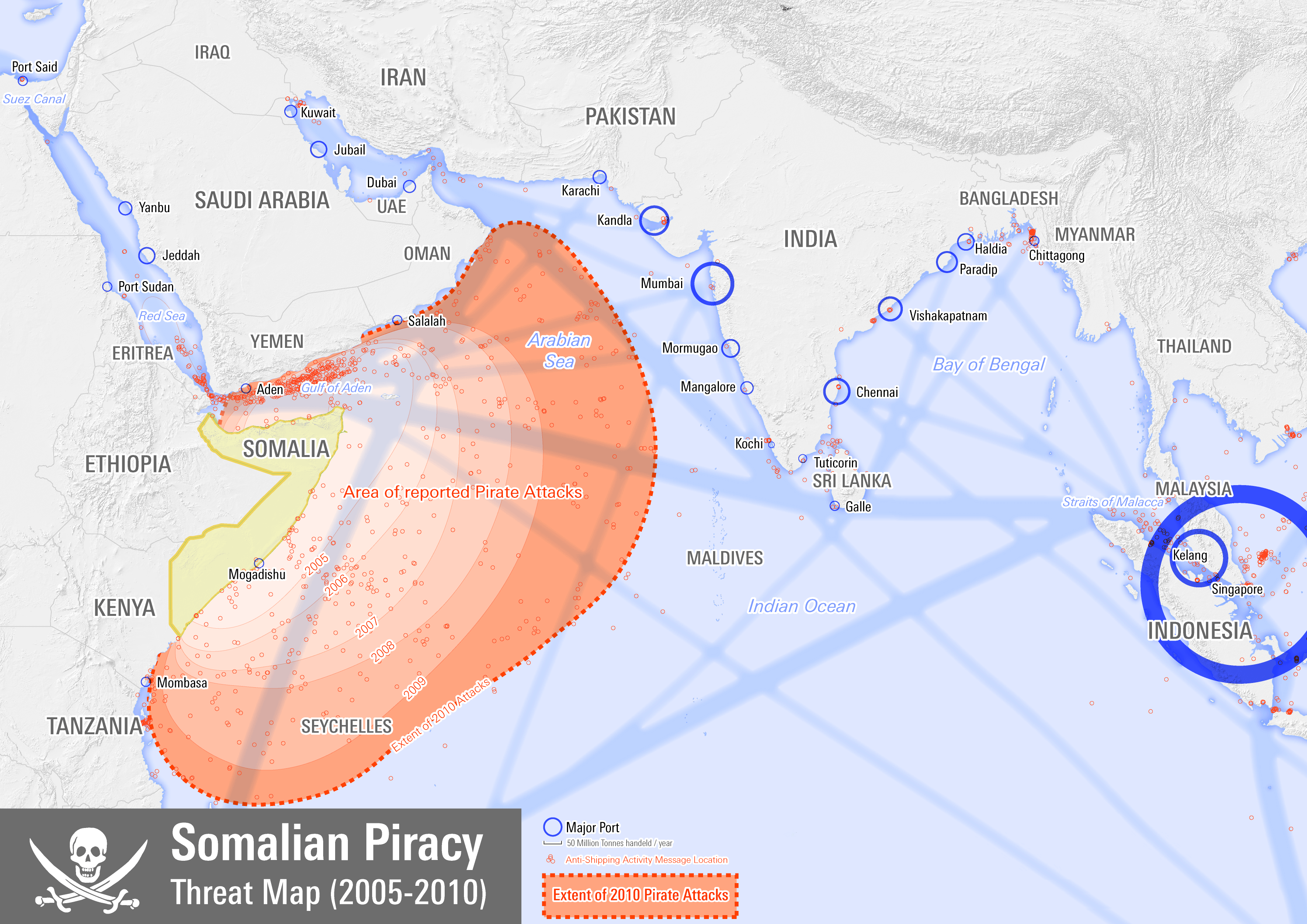
Zasięg działań piratów w 2010 (tylko przypadki udokumentowane)

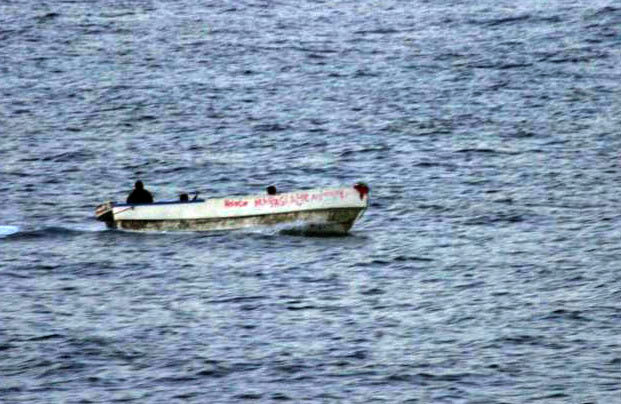
Piraci na motorówce

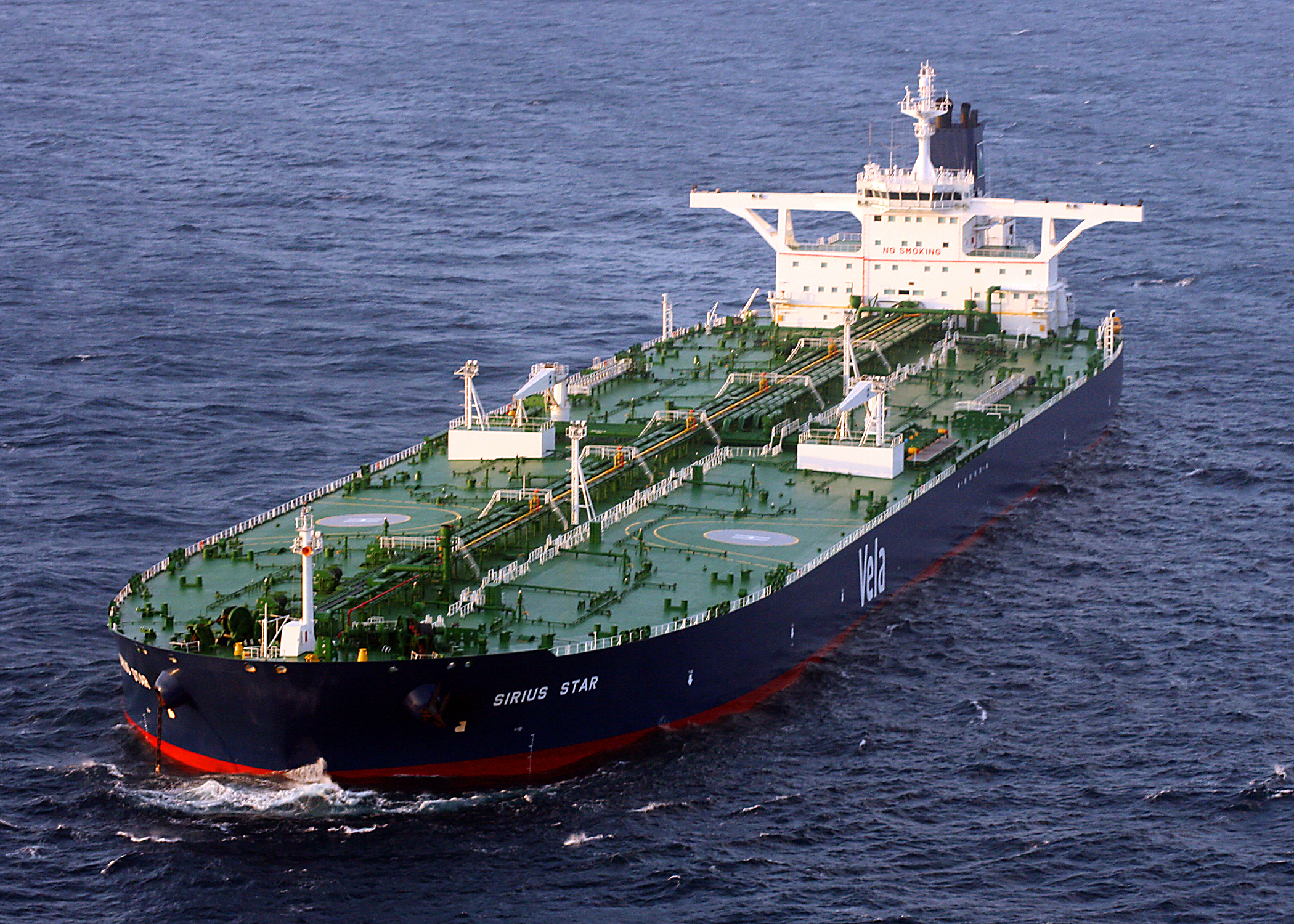
Tankowiec MV Sirius Star, porwany 17 listopada 2008

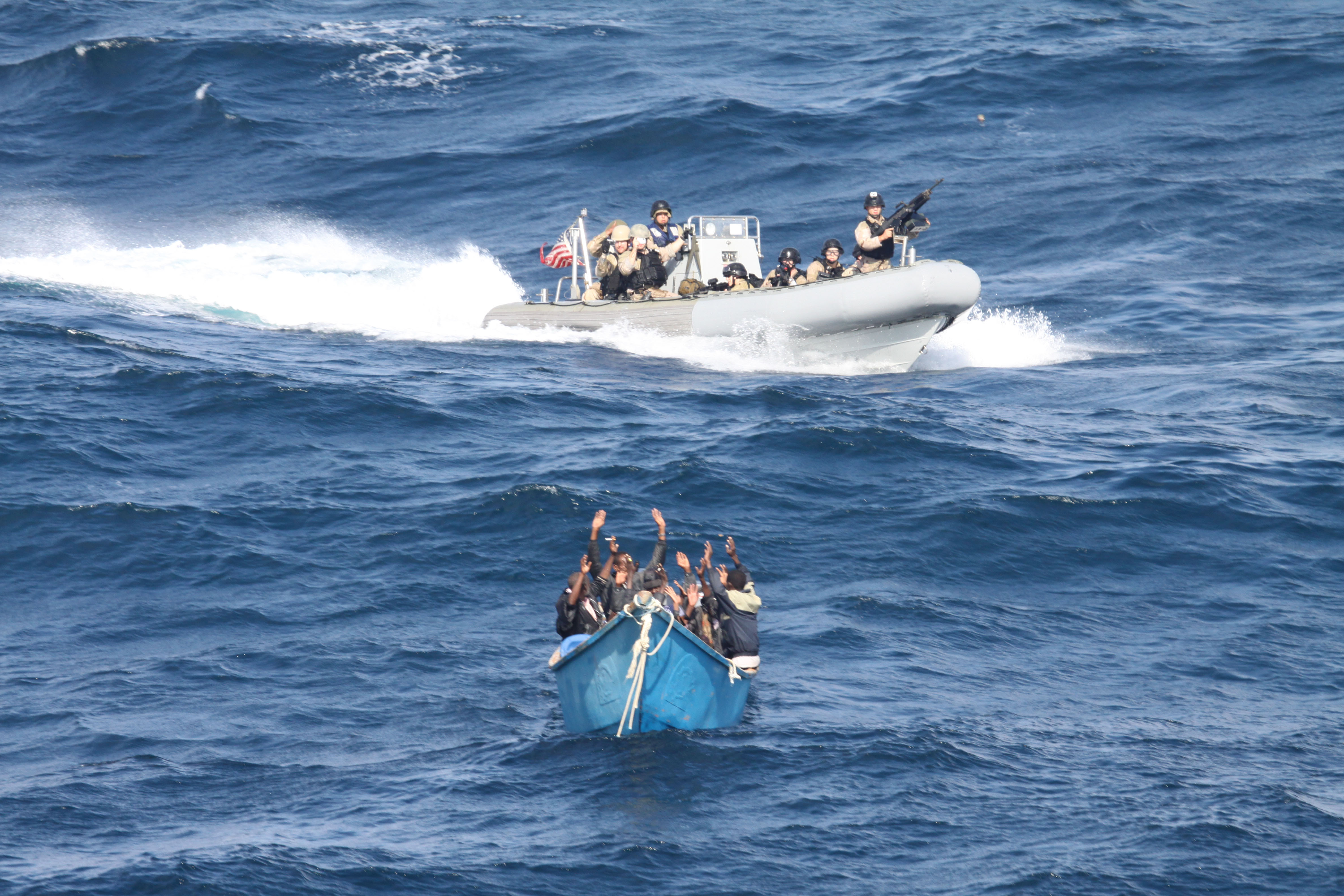
Akcja amerykańskiej marynarki wojennej

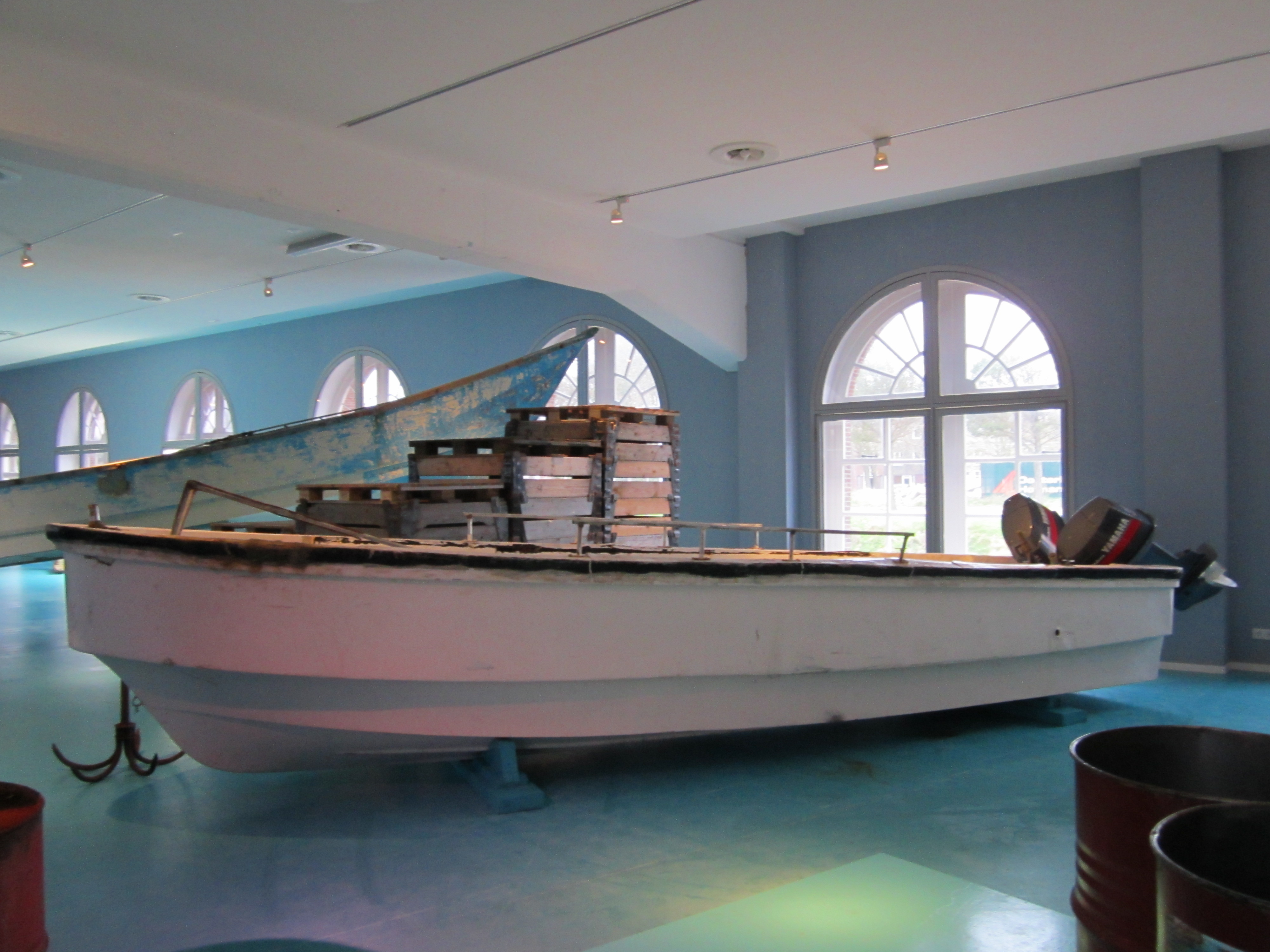
Motorówka piratów w muzeum w Den Helder (Holandia)

Piraci somalijscy – zbrojne grupy rozbójnicze działające na wodach okalających tzw. „Róg Afryki” od momentu rozpoczęcia wojny domowej w Somalii na początku lat 90. XX wieku.

## Sposób działania
Piraci rekrutują się głównie z byłych rybaków. W większości pochodzą z autonomicznego regionu Puntland, przeważnie są to mężczyźni w wieku 20–35 lat. Szacuje się, że istnieje co najmniej pięć zorganizowanych gangów, które liczą ponad 1000 członków. Większość uzbrojenia piratów (głównie karabinek AK, granatnik RPG-7, granat RGD-5) pochodzi z Jemenu. Podstawowym środkiem transportu pozostają szybkie łodzie motorowe, zaopatrzone nierzadko w urządzenia typu GPS. W skład ich grupy wchodzi najczęściej „statek-matka” (udający statek rybacki), który służy do uzupełniania paliwa.
Na pokłady atakowanych statków piraci dostają się za pomocą drabin i haków. Ataki trwają bardzo krótko (ok. 20–30 min), co powoduje, że ujęcie sprawców jest bardzo trudne. W ostatnim czasie stosowana jest też taktyka polegająca na pozorowanych atakach na mniejsze statki (np. kutry rybackie) w celu odciągnięcia uwagi marynarek wojennych patrolujących region, podczas gdy najsilniejsza grupa uderza na bardziej wartościową zdobycz, za którą można zdobyć większy okup.

## Przyczyny piractwa
Początkowo przyczyną piractwa była nadmierna eksploatacja łowisk u wybrzeży Somalii przez zagraniczne kutry rybackie, co pozbawiło miejscową ludność źródła utrzymania. Drugim czynnikiem jest także poziom ubóstwa w Somalii, która jest jednym z najbiedniejszych krajów na świecie (PKB per capita wynosi ok. 600 dolarów). Jednakże w ostatnich latach piractwo stało się bardziej popularnym zajęciem wśród Somalijczyków ze względu na dużą opłacalność. Daje się również zauważyć wzrost liczby ataków po pokonaniu w 2006 bojówkarzy Unii Trybunałów Islamskich przez armię etiopską. Sumę wymuszeń uzyskaną w 2010 ocenia się na 238 milionów dolarów, przy czym średni okup wzrósł w ciągu ostatnich pięciu lat ze 150 tysięcy do 5,4 miliona dolarów.
Piraci z reguły traktują dobrze załogi porwanych statków z uwagi na duże okupy, jakie uzyskują od firm będących właścicielami statków. Na potrzeby przetrzymywanych statków i zakładników piraci przekształcili nadmorskie miasteczka w silnie ufortyfikowane i dobrze zaopatrzone twierdze. Mieści się w nich cała infrastruktura potrzebna do dokonywania wypadów.

## Chronologia wydarzeń (2008–2011)
(Zestawienie działań piratów somalijskich i walczących z nimi międzynarodowymi siłami w ramach unijnej operacji Atalanta i natowskiej operacji Ocean Shield od grudnia 2008 roku do kwietnia 2011 roku.)

## Walka z piractwem
Rosnące zagrożenie dla żeglugi w rejonie Zatoki Adeńskiej skłoniło społeczność międzynarodową do podjęcia działań przeciw piractwu. Tymczasowy Rząd Federalny Somalii nie jest w stanie uporać się z tym procederem, ponieważ sprawuje kontrolę tylko nad niewielkim fragmentem terytorium kraju. Paradoksalnie, skala zjawiska była najmniejsza podczas rządów islamistów z Unii Trybunałów Islamskich, którzy również obecnie prowadzą działania przeciw piratom. Piractwo zwalczają także władze separatystycznej republiki Somalilandu.
W kwietniu 2009 roku, w odpowiedzi na apel sekretarza generalnego ONZ Ban Ki-moona, darczyńcy zaoferowali ponad 250 milionów dolarów pomocy dla rządu somalijskiego. Kwota przeznaczona jest na wzmocnienie misji pokojowej Unii Afrykańskiej i sił rządowych, część pieniędzy zostanie przeznaczona też na cele humanitarne.
W obliczu braku sprawowania jurysdykcji przez organy somalijskie, pojawiają się liczne głosy postulujące powołanie odpowiednich instytucji sądowniczych o charakterze międzynarodowym. Jednym z pomysłów jest rosyjski postulat utworzenia Międzynarodowego sądu ds. piratów z siedzibą w Kenii.
W styczniu 2011 komandosi morscy Republiki Korei przeprowadzili Operację Świt, której przyczyną było uprowadzenie przez somalijskich piratów południowokoreańskiego chemikaliowca MV Samho Jewelry. Operacja zakończyła się odbiciem statku i uwolnieniem zakładników z rąk porywaczy. Piraci, którzy przeżyli walkę zostali zatrzymani, a później byli sądzeni za piractwo.
14 marca 2011 indyjska marynarka wojenna osiągnęła znaczący sukces w walce przeciwko piratom. Indyjska Fregata IMS Tabar w trakcie jednej misji schwytała 61 piratów i uwolniła 13 marynarzy. To największy sukces w historii walki z piratami na Oceanie Indyjskim.

### Międzynarodowe operacje na wodach somalijskich
W celu zwalczania piratów na wodach Oceanu Indyjskiego wiele państw wysłało w ten rejon swoje okręty wojenne. W działaniach antypirackich uczestniczą m.in. siły morskie Stanów Zjednoczonych, Indii, Francji i Rosji. Jednakże nawet gdy udaje się schwytać piratów, istnieje problem, gdyż nie wiadomo, w którym państwie powinni być sądzeni ze względu na przynależność wód terytorialnych.
27 października 2008 rozpoczęła się operacja NATO przeciwko piratom. Z kolei od 8 grudnia 2008 trwa Operacja Atalanta prowadzona przez część państw UE.

### Projekt wykorzystania kaprów
15 kwietnia 2009 zgłoszono w Kongresie St. Zjedn. projekt użycia kaprów do walki z piratami, został on odrzucony.